# Barbara Paulus
Barbara Paulus (Wenen, 1 september 1970) is een voormalig tennisspeelster uit Oostenrijk. Zij was actief in het proftennis van 1986 tot en met 2001.

## Loopbaan

### Enkelspel
Paulus debuteerde in 1986 op het ITF-toernooi van Monviso (Italië). Zij stond in 1987 voor het eerst in een finale, op het ITF-toernooi van Wels (Oostenrijk) – hier veroverde zij haar eerste titel, door de Slowaakse Denisa Krajčovičová te verslaan. In totaal won zij twee ITF-titels, de laatste in 1994 in Maribor (Slovenië).
In 1986 kwalificeerde Paulus zich voor het eerst voor een WTA-hoofdtoernooi, op het toernooi van Buenos Aires. Zij bereikte er de tweede ronde, waarin zij verloor van de Nederlandse Nicole Jagerman. Zij stond in 1988 voor het eerst in een WTA-finale, op het toernooi van Genève – hier veroverde zij haar eerste titel, door de Amerikaanse Lori McNeil te verslaan. In totaal won zij zes WTA-titels, de laatste in 1997 in Warschau.
Haar beste prestatie op de grandslamtoernooien is het bereiken van de vierde ronde. Haar hoogste positie op de WTA-ranglijst is de tiende plaats, die zij bereikte in november 1996.

### Dubbelspel
Paulus was weinig actief in het dubbelspel. Zij won geen ITF-titels maar wel een WTA-titel: op het toernooi van Sofia in 1988, samen met de Spaanse Conchita Martínez.
Haar beste prestatie op de grandslamtoernooien is het bereiken van de tweede ronde. Haar hoogste positie op de WTA-ranglijst is de 83e plaats, die zij bereikte in juli 1989.

### Tennis in teamverband
In de periode 1989–1997 maakte Paulus deel uit van het Oostenrijkse Fed Cup-team – zij behaalde daar een winst/verlies-balans van 9–13. In 1990 bereikte zij de halve finale van de Wereldgroep, door achtereenvolgens te zegevieren over Bulgarije, Japan en Groot-Brittannië – in de halve finale moesten zij de duimen leggen voor de Amerikaanse dames.

## Posities op deWTA-ranglijst
Positie per einde seizoen:
| jaar | rang enkelspel | rang dubbelspel |
| ---- | -------------- | --------------- |
| 1986 | 165            | 310             |
| 1987 | 70             | 405             |
| 1988 | 25             | 137             |
| 1989 | 24             | 89              |
| 1990 | 15             | 338             |
| 1991 | 25             | 234             |
| 1992 | 208            | –               |
| 1993 | 259            | –               |
| 1994 | 108            | –               |
| 1995 | 23             | –               |
| 1996 | 13             | –               |
| 1997 | 24             | –               |
| 1998 | 45             | –               |

## Palmares
| Legenda                |
| ---------------------- |
| Grandslamtoernooi      |
| Olympische Spelen      |
| Year-End Championships |
| Tier I                 |
| Tier II                |
| Tier III               |
| Tier IV & V            |

### WTA-finaleplaatsen enkelspel
| nr.              | finale     | toernooi            | ondergrond | tegenstandster          | score         |
| ---------------- | ---------- | ------------------- | ---------- | ----------------------- | ------------- |
| gewonnen finales |            |                     |            |                         |               |
| 1.               | 1988-05-22 | WTA Genève          | gravel     | Lori McNeil             | 6-4, 5-7, 6-1 |
| 2.               | 1990-05-27 | WTA Genève          | gravel     | Helen Kelesi            | 2-6, 7-5, 7-6 |
| 3.               | 1995-09-17 | WTA Warschau        | gravel     | Alexandra Fusai         | 7-6, 4-6, 6-1 |
| 4.               | 1995-11-19 | WTA Pattaya         | hardcourt  | Yi Jingqian             | 6-4, 6-3      |
| 5.               | 1996-08-11 | WTA Maria Lankowitz | gravel     | Sandra Cecchini         | opg.          |
| 6.               | 1997-07-27 | WTA Warschau        | gravel     | Henrieta Nagyová        | 6-4, 6-4      |
| verloren finales |            |                     |            |                         |               |
| 1.               | 1988-08-14 | WTA Sofia           | gravel     | Conchita Martínez       | 1-6, 2-6      |
| 2.               | 1989-07-16 | WTA Arcachon        | gravel     | Judith Wiesner          | 3-6, 7-6, 1-6 |
| 3.               | 1990-01-14 | WTA Sydney          | hardcourt  | Natallja Zverava        | 6-4, 1-6, 3-6 |
| 4.               | 1990-07-13 | WTA Palermo         | gravel     | Isabel Cueto            | 2-6, 2-6      |
| 5.               | 1990-10-21 | WTA Filderstadt     | tapijt (i) | Mary Joe Fernandez      | 1-6, 3-6      |
| 6.               | 1996-01-06 | WTA Auckland        | hardcourt  | Sandra Cacic            | 3-6, 6-1, 4-6 |
| 7.               | 1996-04-07 | WTA Hilton Head     | gravel     | Arantxa Sánchez Vicario | 2-6, 6-2, 2-6 |
| 8.               | 1996-05-25 | WTA Straatsburg     | gravel     | Lindsay Davenport       | 3-6, 6-7      |
| 9.               | 1996-09-22 | WTA Warschau        | gravel     | Henrieta Nagyová        | 6-3, 2-6, 1-6 |
| 10.              | 1996-11-03 | WTA Moskou          | tapijt (i) | Conchita Martínez       | 1-6, 6-4, 4-6 |
| 11.              | 1997-10-26 | WTA Luxemburg       | tapijt (i) | Amanda Coetzer          | 4-6, 6-3, 5-7 |

### WTA-finaleplaatsen vrouwendubbelspel
| nr.              | finale     | toernooi  | ondergrond | partner           | tegenstandsters                | score         |
| ---------------- | ---------- | --------- | ---------- | ----------------- | ------------------------------ | ------------- |
| gewonnen finales |            |           |            |                   |                                |               |
| 1.               | 1988-08-14 | WTA Sofia | gravel     | Conchita Martínez | Sabrina Goleš Katerina Maleeva | 1-6, 6-1, 6-4 |

## Resultaten grandslamtoernooien
| Legenda | Legenda                          |
| ------- | -------------------------------- |
| g.t.    | geen toernooi gehouden           |
| l.c.    | lagere categorie                 |
| –       | niet deelgenomen                 |
| G       | uitgeschakeld in de groepsfase   |
| 1R      | uitgeschakeld in de eerste ronde |
| 2R      | uitgeschakeld in de tweede ronde |
| 3R      | uitgeschakeld in de derde ronde  |
| 4R      | uitgeschakeld in de vierde ronde |
| KF      | uitgeschakeld in de kwartfinale  |
| HF      | uitgeschakeld in de halve finale |
| F       | de finale verloren               |
| W       | het toernooi gewonnen            |
| w-v     | winst/verlies-balans             |

### Enkelspel
| toernooi        | 1987 | 1988 | 1989 | 1990 | 1991 | 1992 |    | 1995 | 1996 | 1997 | 1998 |
| --------------- | ---- | ---- | ---- | ---- | ---- | ---- | -- | ---- | ---- | ---- | ---- |
| Australian Open | –    | –    | –    | 4R   | 2R   | 1R   | 4R | 2R   | –    | 1R   |      |
| Roland Garros   | 3R   | 3R   | 2R   | –    | –    | –    | 1R | 3R   | 4R   | 1R   |      |
| Wimbledon       | 1R   | –    | –    | 1R   | –    | –    | 2R | –    | 2R   | 1R   |      |
| US Open         | –    | –    | 4R   | 4R   | 2R   | 1R   | 2R | 3R   | 1R   | 1R   |      |

### Vrouwendubbelspel
| toernooi        | 1989 | 1990 |
| --------------- | ---- | ---- |
| Australian Open | –    | 2R   |
| Roland Garros   | 1R   | –    |
| Wimbledon       | –    | 1R   |
| US Open         | 1R   | 1R   |

### Gemengd dubbelspel
| toernooi        | 1990 |
| --------------- | ---- |
| Australian Open | 2R   |
| Roland Garros   | –    |
| Wimbledon       | –    |
| US Open         | –    |